# Hicox
Hicox war ein ungarischer Hersteller von Automobilen.

## Unternehmensgeschichte
Mátyás Borlóy eröffnete 1976 in Budapest eine Werkstatt. Zunächst spezialisierte er sich auf Korrosionsschutz für Fahrzeuge. Außerdem entstanden Anhänger. Ab 1982 nannte er sein Unternehmen Hicox. 1988 begann die Produktion von Automobilen. Der Markenname lautete Hicox. 1992 endete die Produktion.

## Fahrzeuge

### Erstes Modell: Mathias
Borlóy erfuhr von privaten Umbauten von Trabant-Modellen auf Viertaktmotoren. Er wusste, dass dazu das Fahrwerk verstärkt werden musste, was umfangreiche Arbeiten mit sich brachte. Bei der Gelegenheit könnte man auch eine modernere Karosserie montieren, so sein Gedanke. 1983 begann er mit Planungen. László Rekettye, der vorher bei Ikarus tätig war, und der Restaurierer Imre Harmath halfen ihm. Eine Trabant-Werkstatt stellte ein reines Fahrgestell zur Verfügung. Der Radstand wurde um 20 cm verlängert. Darauf wurde eine moderne Karosserie in Form einer zweitürigen Kombilimousine aus Kunststoff gestaltet. Der Vierzylindermotor mit 900 cm³ Hubraum und 47 PS Leistung kam von einem Fiat 127. Die Heckklappe stammte ebenfalls von einem Fiat 127, der Kraftstofftank sowie Bremsen und Rückleuchten von einem Wartburg und das Lenkgetriebe von einem Zastava. Die Windschutzscheibe war dagegen eine Maßanfertigung. Das Leergewicht betrug 700 kg. Im Frühjahr 1988 war das Fahrzeug fertig und wurde auf der Budapester Frühjahrsmesse präsentiert. Eine Serienfertigung war geplant, kam jedoch nicht zustande. Das Fahrzeug existiert noch.

### Zweites Modell: Terepjáró
Tamás Vadas vertrieb Fahrzeuge von Oltcit und hatte Verbindungen zu Uljanowski Awtomobilny Sawod. Er beauftragte Hicox mit der Entwicklung eines Fahrzeugs auf der Basis des UAZ-469. József Csathó entwarf das Fahrzeug. Einige Teile wie die B-Säulen, Sitze und Türen kamen von Wartburg. Das fertige Fahrzeuge ähnelte einem Jeep. Es wurde zusammen mit dem Mathias auf der Budapester Automobilausstellung 1991 präsentiert. Hiervon entstanden vier oder fünf Fahrzeuge.

### Drittes Modell
Das dritte Modell blieb wohl ein Karosserieentwurf, der dennoch auf der Budapester Automobilausstellung 1991 gezeigt wurde. Äußerlich ähnelte es dem Lancia Stratos HF.